# Edicto de Teodorico
El Edicto de Teodorico (en latín: Edictum Theodorici regis) es un cuerpo normativo que probablemente data del año 503, y que es incluido por la mayoría de los autores dentro del Derecho visigodo. No obstante, algunos historiadores lo identifican como parte del Derecho ostrogodo. 
Está dividido en un prólogo, 155 capítulos y un epílogo. Contiene disposiciones tomadas principalmente del Derecho romano postclásico, básicamente de los códigos Gregoriano, Hermogeniano y Teodosiano. 
En la actualidad se conserva una copia, por lo que su existencia no es discutible. El Edicto de Teodorico constituye una excepción en relación con las otras leyes romano-bárbaras, ya que se distancia del principio de personalidad y se acerca al de territorialidad en cuanto a su aplicación, puesto que debía ser observado por romanos y bárbaros por igual. Este Edicto trata principalmente de regular problemas territoriales en los lugares donde conviven romanos y bárbaros, y existen problemas de asentamiento.
Donde podemos encontrar más discusión es en lo referente a su autoría, dado que no sólo son inseguras las interpretaciones de cada historiador, sino los textos mismos en que aquellas se basan. Las principales son:
- En un principio, hasta 1953, se dio por supuesto que el Edictum Theodorici regis era obra del rey ostrogodo Teodorico el Grande (493-526), por lo que no era tenido en cuenta dentro de la legislación visigoda.
- A partir de la década de 1950, historiadores italianos como Piero Rasi y después Giulio Vismara identifican el edicto al rey visigodo Teodorico II, por las leyes teodoricianas de Sidonio Apolinar.
- Álvaro D'Ors supone que fue obra de un prefecto del pretorio de las Galias, durante el reinado de Teodorico II.

Por las épocas, podría ser Magno de Narbona, del que se sabe que dio normas jurídicas a los godos según Sidonio Apolinar y, aunque posee detalles de costumbres germánicas, está profundamente romanizado. Esta interpretación de D'Ors ha sido considerada como sumamente probable por Levy, una gran autoridad en la materia, tal y como admite José Antonio Escudero López.
- Alfonso García-Gallo destaca la inexistencia de datos que prueben la utilización en Hispania del Edicto de Teodorico, y resulta extraño que un texto visigodo no se refiera a sus súbditos como godos.